# مخزن سد ساراتوف
مخزن سد ساراتوف (انگلیسی: Saratov Reservoir) یک سد آبی در استان ساراتوف کشور روسیه است.